# Forum Film Poland
Forum Film Poland Sp. z o.o. – polski dystrybutor filmowy powstały w 2003 roku. Pierwszym filmem wprowadzonym do kin przez Forum Film był Bruce Wszechmogący (2003) produkcji Spyglass Entertainment. Aktualnie Forum Film zajmuje się dystrybucją filmów z wytwórni Metro-Goldwyn-Mayer, niezależnych filmów zagranicznych oraz wybranych polskich filmów.
W latach 2003–2012 Forum Film zajmowało się głównie dystrybucją filmów Disneya.

## Przykładowe filmy MGM w dystrybucji Forum Film
- Trylogia Hobbita
- Spectre (James Bond) (2015)
- Skyfall (James Bond) (2012)
- Creed
- Zanim się pojawiłeś (2016)

## Polskie filmy wprowadzone do kin przez Forum Film
- 1920 Bitwa Warszawska (2011)
- Wołyń (2016)
- Cicha noc (2017)
- Supernova (2019)

## Przykładowe filmy Disneya wprowadzone do polskich kin przez Forum Film
- WALL·E (2008)
- Alicja w Krainie Czarów (2010)
- Piraci z Karaibów
- Gdzie jest Nemo (2003)
- Avengers (2012)